# ماسلوشوو
ماسلوشوو (به صربی: Masloševo) یک منطقهٔ مسکونی در صربستان است که در Stragari واقع شده‌است. ماسلوشوو ۴۷۸ نفر جمعیت دارد.